# Коноваленко Віктор Сергійович
Віктор Сергійович Коноваленко (рос. Ви́ктор Серге́евич Конова́ленко; нар. 11 березня 1938, Горький, СРСР — пом. 20 лютого 1996, Нижній Новгород, Росія) — радянський хокеїст, воротар.
Дворазовий олімпійський чемпіон. Найкращий радянський воротар 60-х років двадцятого століття.

## Клубна кар'єра
З 1956 по 1972 рік виступав за горьківське «Торпедо». Срібний призер чемпіонату СРСР 1961. Неодноразово отримував запрошення грати в московських клубах. Тривалий час виступав без воротарської маски. Грав просто, але надійно. Всього у чемпіонатах СРСР провів 450 матчів. За результатами сезону сім разів обирався до символічної збірної (1963—1968, 1970).
За версією інтернет-видання «Sports.ru» входить до символічної збірної «Торпедо» радянської доби: Коноваленко, Федоров — Жидков, Скворцов — Ковін — Варнаков.

## Виступи у збірній
У складі національної збірної був переможцем двох Олімпіад (1964, 1968).
На чемпіонатах світу — вісім золотих (1963—1968, 1970, 1971) та одна бронзова нагорода (1961). Чемпіон Європи 1963—1968, 1970; другий призер 1961, 1971. В 1970 році був обраний до символічної збірної чемпіонат світу. На Олімпійських іграх і чемпіонатах світу провів 54 матчі. А всього у складі збірної СРСР (1960—1971) — 118 ігор.
Єдиний хокеїст, який не виступав за московські клуби та був у основі збірної СРСР протягом такого тривалого часу. По завершенні кар'єри гравця працював у дитячому хокеї та тренером воротарів. В останні роки життя був директором палацу спорту «Торпедо».
Помер 20 лютого 1996 року на 58-му році життя у місті Нижній Новгород.

## Державні нагороди та почесні звання
- 1963 — «Заслужений майстер спорту СРСР»
- 1965 — Орден Трудового Червоного Прапора
- 1968 — Орден «Знак Пошани»
- 2007 — член зали слави ІІХФ

## Досягнення
| Нагороди         | Команда             | Кіл. | Роки                  |
| ---------------- | ------------------- | ---- | --------------------- |
| Олімпійські ігри |                     |      |                       |
| Золото           | СРСР                | 2    | 1964, 1968            |
| Чемпіонат світу  |                     |      |                       |
| Золото           | СРСР                | 8    | 1963–1968, 1970, 1971 |
| Бронза           | СРСР                | 1    | 1961                  |
| Чемпіонат Європи |                     |      |                       |
| Золото           | СРСР                | 7    | 1963–1968, 1970       |
| Срібло           | СРСР                | 2    | 1961, 1971            |
| Чемпіонат СРСР   |                     |      |                       |
| Срібло           | «Торпедо» (Горький) | 1    | 1961                  |